# Kvidinge IF
Kvidinge IF är en idrottsförening från Kvidinge i Åstorps kommun i Skåne län, bildad 13 juni 1913 i förutvarande Kvidinge landskommun. Föreningen var till en början inriktad på friidrott, fotboll togs upp på programmet 1931 och sedan 1950-talet är föreningen en renodlad fotbollsförening. Föreningens herrlag har spelat två säsonger på den tredje högsta serienivån, gamla division III 1980 och 1986. Därutöver har laget spelat tolv säsonger i den fjärde högsta serien (1973-1985). Säsongen 2022 återfanns laget i åttondedivisionen (division VI Nordvästra B Skåne). Kvidinge har haft ett damlag i seriespel sedan 1979, med undantag för åren 2017-2019. Laget återfanns säsongen 2022 i femtedivisionen (division III Nordvästra Skåne).